# Acanthorrhynchium monostictum
Acanthorrhynchium monostictum är en bladmossart som beskrevs av Fleischer 1923. Acanthorrhynchium monostictum ingår i släktet Acanthorrhynchium och familjen Sematophyllaceae. Inga underarter finns listade i Catalogue of Life.